# 蓋斯拉赫科格爾山

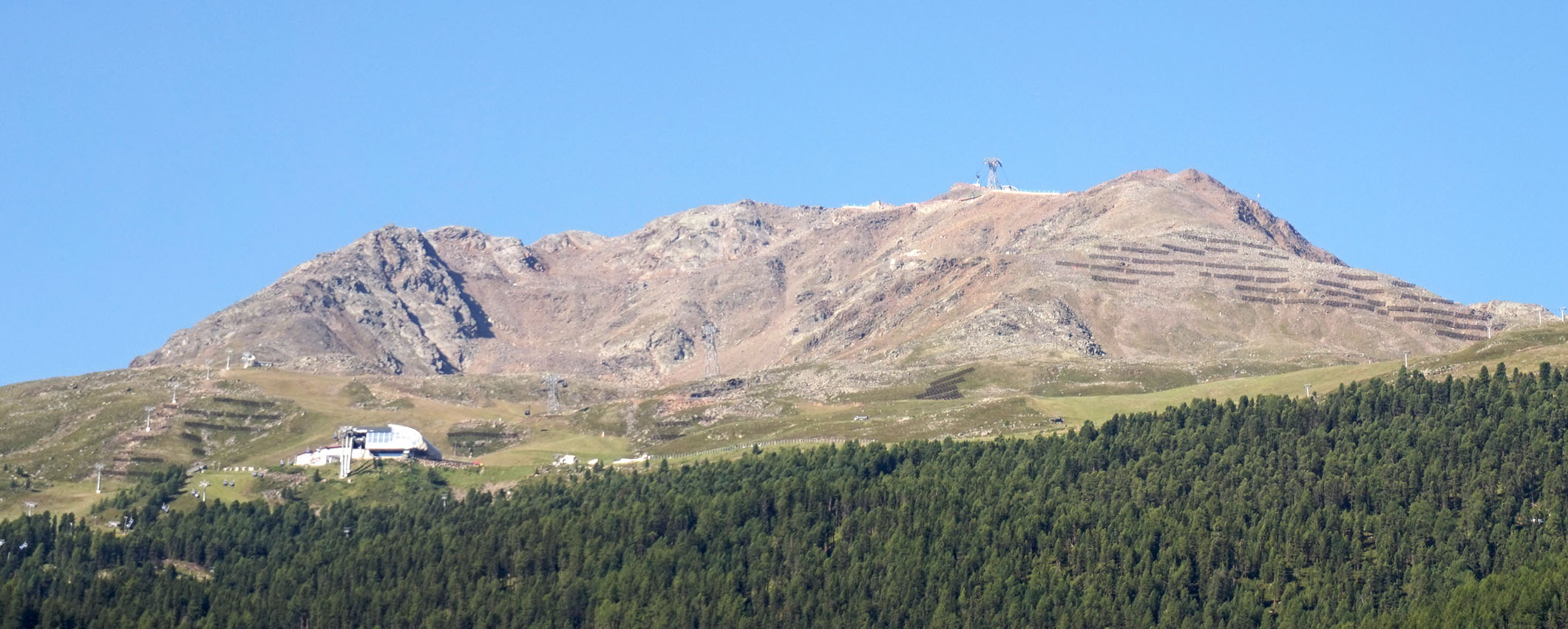

46°56′32″N 10°58′1″E / 46.94222°N 10.96694°E
蓋斯拉赫科格爾山（德語：Gaislachkogel），是奧地利的山峰，位於該國西部，由蒂羅爾州負責管轄，屬於奧茨塔爾阿爾卑斯山脈的一部分，海拔高度3,056米，人類在1870年首次登頂。